# 雪山山脈
雪山山脈是台灣五大山脈之一，位於中央山脈的西北方，東以蘭陽溪斷層谷與大甲溪上游縱谷（合稱匹亞南構造線）與中央山脈分界。雪山山脈為台灣最北方的山脈，呈現東北至西南走向，北起新北市貢寮區的三貂角，南迄南投縣名間鄉濁水溪北岸的濁水山，若以此計算，整個山脈長約260公里，寬約28公里。因為位於冬季迎風面水氣較多，也是台灣降雪量最多的地方，故名，山上雪季一般在1月到2月初之間，一直到4月份左右結束。日本時代稱為次高山脈（日语：／ Tsugitaka Sanmyaku），是舊時大日本帝國境內第二高的山脈（第一高為玉山），最高點3886米。

## 範圍
雪山山脈北端的首座山峰係荖蘭山，其後經隆隆山、福隆山、灣坑頭山、三方向山（大溪山）、鶯子嶺而抵北宜公路，北宜公路以南，以鴻子山、三角崙、烘爐地山、大礁溪山、阿玉山、紅柴山、中嶺山、拳頭母山、棲蘭山、巴博庫魯山而抵北部橫貫公路。其中鶯子嶺旁的鶯子頂山，是第一座超過1000公尺的山峰，而巴博庫魯山則是首座高於2000公尺的山峰。巴博庫魯山以南，經唐穗山、東保津寒山、眉有岩山、馬惱山、邊吉岩山而抵喀拉業山，而喀拉業山是第一座超過3000公尺的山峰。
喀拉業山以南，進入雪霸國家公園的範圍，高山連綿，依次為桃山、池有山、品田山、布秀蘭山、素密達山、雪山北峰、雪山、大劍山、佳陽山。
雪山山脈至此為大甲溪截斷，一般認為與劍山對望之白姑大山，實係雪山山脈之主脊，（另一說認為雪山西稜─博可爾山、火石山、頭鷹山、大雪山、中雪山、小雪山諸峰，才是主脊），白姑大山以南，守城大山俯瞰埔里盆地，而終於此。
經過鄉鎮市區為新北市貢寮區、雙溪區、平溪區、坪林區、石碇區、烏來區、新店區、三峽區，桃園市復興區，新竹縣尖石鄉、五峰鄉，苗栗縣泰安鄉、南庄鄉，台中市和平區、東勢區、新社區，南投縣仁愛鄉、信義鄉、國姓鄉、埔里鎮、魚池鄉、水里鄉，宜蘭縣頭城鎮、礁溪鄉、員山鄉、大同鄉。

## 地質
由於受到大漢溪、大安溪及大甲溪的侵蝕，整個山脈被分割成北部的阿玉山階段山地、中部的雪山地壘以及南部的埔里陷落區三個地理區。雪山則恰位於雪山地壘的中心點，由此向外呈放射狀延伸，支脈綿亙北台灣。雪山山脈的地質由始新世至中新世之板岩及變質砂岩為主之岩系構成，在年代上屬於比較古老的岩層，全山是由赤褐色頁岩、砂岩及板岩所構成。

## 古道
雪山山脈也有許多古道，最北邊的隆嶺古道、龜媽坑古道、草嶺古道、石坑古道、北宜古道、跑馬古道、桶後越嶺道、哈盆越嶺道、中嶺古道、司馬庫斯古道等，有許多是泰雅族原住民部落聯絡之用，如哈盆古道、中嶺古道等，其他位於雪山山脈的古道，尚有福巴越嶺道、角板山古道、鹿場連越嶺道、薩克亞金古道、北坑溪古道等。

## 百岳名峰
在台灣百岳名峰中，雪山山脈中屬於台灣百岳名峰的總計有20座，3000公尺以上的高峰則有54座。

### 雪山群峰
- 雪山（主峰：3886公尺，日治時期稱為「次高山」：是雪山山脈第一高峰，全台第二高峰，海拔（標高）僅次於日治時期稱為「新高山」的玉山。）雪山主峰除了日本人所命名的「次高山」之外，另一別名是「興隆山」。雪山主峰與周圍的高聳山區亦為苗栗縣泰安鄉大安溪流域、台中市和平區大甲溪流域這二大高山水系的分水嶺。
- 雪山東峰（3201公尺）
- 雪山北峰（3703公尺）
- 大雪山（3530公尺）
- 中雪山（3173公尺）
- 火石山（3310公尺）
- 頭鷹山（3510公尺）
- 志佳陽大山（3289公尺）

### 大霸群峰
- 大霸尖山（3492公尺）
- 中霸尖山（3455公尺）
- 小霸尖山（3418公尺）
- 加利山（3112公尺）
- 伊澤山（3297公尺）

### 大小劍山
- 大劍山（3594公尺）
- 劍山（3253公尺）
- 佳陽山（3314公尺）

### 武陵四秀
- 品田山（3524公尺）
- 池有山（3303公尺）
- 桃山 （3325公尺）
- 喀拉業山（3133公尺）

### 白姑山彙
- 白姑大山（亦名「白狗大山」、3341公尺）

## 主稜線山峰列表
以下由北而南，列出主稜線上主要山峰：
- 荖蘭山（388公尺）
- 隆隆山（433公尺）
- 福隆山（474公尺）
- 灣坑頭山（616公尺）
- 內寮山（553公尺）
- 三方向山（大溪山，620公尺）
- 石坑山（515公尺）
- 鶯子嶺（943公尺）
- 鶯子頂山（1,001公尺）：第一座超過1000公尺的山峰
- 風空子溪山（908公尺）
- 湖底嶺（620公尺）
- （北宜公路）
- 後湖子山（700公尺）
- 三角崙山（1,029公尺）
- 烘爐地山（1,166公尺）
- 小礁溪山（1,147公尺）
- 大礁溪山（1,161公尺）
- 中阿玉山（1,283公尺）
- 阿玉山（1,420公尺）
- 紅柴山（1,139公尺）
- 中嶺山（1,059公尺）
- 拳頭母山（1,551公尺）
- 棲蘭山（1,918公尺）
- 巴博庫魯山（2,101公尺）：第一座高於2000公尺的山峰
- 尖山（1,852公尺）
- （北部橫貫公路）
- 稜山（1,889公尺）
- 唐穗山（2,090公尺）
- 東保津寒山（1,963公尺）
- 烏俱子山（2,346公尺）
- 眉有岩山（2,328公尺）
- 馬惱山（2,580公尺）
- 邊吉岩山（2,824公尺）：雪霸國家公園東北界
- 喀拉業山（3,133公尺）：第一座超過3000公尺的山峰
- 詩崙山（3,194公尺）
- 桃山（3,324公尺）
- 池有山（3,303公尺）
- 新達山（3,384公尺）
- 品田山（3,524公尺）
- 布秀蘭山（3,438公尺）
- 素密達山（3,466公尺）
- 穆特勒布山（3,626公尺）
- 雪山北峰（3,703公尺）
- 凱蘭特崑山北峰（3,705公尺）
- 凱蘭特崑山（3,731公尺）
- 北稜角（3,880公尺）
- 雪山（3,886公尺）
- 翠池三叉山（3,565公尺）：大劍山、佳陽山分脈主稜線分叉點
- 博可爾山（3,265公尺）
- 火石山（3,310公尺）
- 大南山北峰（3,418公尺）
- 大南山（3,239公尺）
- 弓水山（3,374公尺）
- 頭鷹山（3,510公尺）
- 奇峻山（3,519公尺）
- 大雪山北峰（3,437公尺）
- 大雪山（3,530公尺）
- 匹匹達山（3,425公尺）
- 可汗山東峰（3,027公尺）
- 可汗山（3,075公尺）
- 知馬漢山北峰（3,085公尺）
- 志摩山（3,145公尺）
- 拾丸山（2,905公尺）
- 小雪山（2,997公尺）
- 鞍馬山（2,666公尺）
- 船形山（2,274公尺）
- 稍來山（2,307公尺）
- 鳶嘴山（2,130公尺）
- 大崠山（1,630公尺）
- 吊神山（594公尺）
- 石圍牆山（560公尺）

### 翠池三叉山－大劍山－佳陽山分脈主稜線山峰列表
雪山山脈至翠池三叉山後，主稜線仍約略向西南行。但有一說主稜線轉向南南西，沿雪山西南峰、大劍山、佳陽山直至大甲溪谷，與劍山對望之白姑大山係雪山山脈之主脊，白姑大山以南，守城大山俯瞰埔里盆地，而終於此。
- 翠池三叉山（3,565公尺）
- 雪山西南峰（3,471公尺）
- 大劍山（3,594公尺）
- 劍南尖山（3,285公尺）
- 油婆蘭山（3,308公尺）
- 布伕奇寒山（3,295公尺）
- 佳陽山（3,314公尺）
- 劍山（3,253公尺）
- 太木山（2,809公尺）